# 钱元珦
钱元珦（889年—937年），原名钱传珦，杭州錢塘（今浙江杭州）人，五代十國的吳越國武肃王钱镠的第十二子。母亲胡氏，同母兄弟钱元玑、钱元璲、钱元琢、钱元禧。
钱元珦生于唐昭宗龙纪元年十二月初七，封淮阴侯，官至顺化节度使、同平章事、判明州事。娶王审知女琅琊郡君。史称钱元珦骄横不法，每当有求于国王却得不到满足时，就上书侮慢发泄不满。他因为恼怒一个属吏，便把他放在铁床上烤炙，焦臭之味弥漫全城。933年，钱元瓘派牙将湖州人仰仁诠到明州召他，仰仁诠的左右担心钱元珦难以制服，劝他做好应急准备。仰仁诠穿着常服径直到钱元珦官署听政。钱元珦见仰仁诠来了，非常害怕，随他就回到杭州，被钱元瓘废黜为庶民，幽禁在别设的府第。937年，有人告发钱元球制作蜡丸从水洞流进流出，与钱元珦密谋策划反对钱元瓘。三月初五，钱元瓘杀了钱元球和钱元珦。